# Teutberga d'Arle
Teutberga d'Arle (vers 887 - † abans de setembre de 948), dita també Tiberga d'Arle, fou una noble provençal. El seu nom el portava per la seva bestia Teutberga, filla de Bosó el Vell i esposa de Lotari II de Lotaríngia i germana d'Hubert, avi de Teutberga d'Arle.
Era la filla de Teobald d'Arle, comte d'Arle i de Berta de Lotaríngia, filla il·legítima de Lotari II de Lotaríngia; era germana d'Hug d'Arle (vers 882- † 947), comte de Provença i rei d'Itàlia i de Bosó I d'Arles (885- † 936), comte de Provença.

## Biografia
Es va casar el 908 amb Garnier (o Warnarius) (nascut cap a 885 mort el 6 de desembre 924 combatent els vikings a la batalla de Chalmont entre Milly-la-Forêt i Barbizon; Garnier era comte (o vescomte) de Sens des de vers 895 o 896, i comte de Troyes (923-924)
Va tenir quatre fills: 
- Manassès d'Arle (? - † 962), arquebisbe d'Arle (920-962), i després de Milà, pel qual la seva mare és coneguda.[4]

- Teuberga de Sens (909 - després de 962)
- Fromond I comte de Sens (vers 914 - 948/951) comte 936-948/951
- Berta de Sens (915 - ?)
- Fromon I de Sens (hipotèticament; filiació esmentada per nombroses genealogies, encara que sense proves que ho corroborin)[5]